# Camp del Mercantil
El Camp del Mercantil era un recinte esportiu de la ciutat de Sevilla dedicat al futbol.
Fou l'estadi del Sevilla FC durant cinc anys, entre el 1913 i el 1918. Fou el successor del Camp del Prado de San Sebastián, i fou reemplaçat pel Camp de la Reina Victoria el 1918.